# Poison Creek Indian Reserve 17A
Poison Creek Indian Reserve 17A är ett reservat i Kanada.   Det ligger i provinsen British Columbia, i den centrala delen av landet, 3 600 km väster om huvudstaden Ottawa. Poison Creek Indian Reserve 17A ligger vid sjön Decker Lake.
I omgivningarna runt Poison Creek Indian Reserve 17A växer i huvudsak barrskog. Trakten runt Poison Creek Indian Reserve 17A är nära nog obefolkad, med mindre än två invånare per kvadratkilometer.